# VASSAL
VASSAL ist eine freie Java-Software, die eine Plattform bietet, um Brettspiele, Kartenspiele und Tabletopspiele online gegen andere Spieler spielen zu können. Die Spiele können in Echtzeit über das Internet gespielt werden oder per E-Mail (PbeM). VASSAL wurde konzipiert, um problemlos auf allen Betriebssystemen zu laufen.
VASSAL enthält keine Spiele, für jedes simulierte Spiel muss ein Modul geladen werden. Das Programm wurde ursprünglich von Rodney Kinney zum Spielen von Advanced Squad Leader über das Internet erschaffen und später erweitert, um Entwicklern die Möglichkeit zu geben, eigene Module zu kreieren. VASSAL zeichnet sich vor allem durch seine einfachen Bearbeitungsmöglichkeiten aus, wodurch auch Nicht-Programmierer Module entwickeln können.

## Verfügbare Module
Eine Liste verfügbarer Module findet sich unter: VASSAL-Modulliste
Einige Module (besonders die hier aufgeführten) fehlen in der dortigen Liste jedoch.

### Tabletops
- Vassal 40k ein Warhammer-40.000-Modul Zurzeit das wohl beliebteste und meistgespielte Modul. „Vassal 40k“ steht aber aus Copyright-Gründen nicht mehr bei Vassal selbst, sondern nur noch extern zum Download bereit.[2]
- Raumflotte Gothic
- Mordheim
- Der Herr der Ringe

### Brettspiele
- Diplomacy
- HeroQuest
- Schatten über Camelot
- Illuminati[3]

### Kartenspiele
- Bridge/Hearts[4]

## Inkompatibilitäten
Einerseits gibt es Inkompatibilitäten einzelner Module, die mit früheren VASSAL-Versionen erstellt wurden. Zum anderen gibt es Probleme mit JAVA-Versionen. Aktuelle Versionen von Firefox unterstützen seit Ende 2018 kein JAVA mehr. Die aktuelle VASSAL-Version (Stand: Februar 2019) funktioniert nur mit der älteren JAVA-JRE-8-Version.